# Kővári János
Kővári János Valér (Pécs, 1971. április 5. –) magyar politikus, a Fidesz országgyűlési képviselője 2010–2014 között, volt pécsi önkormányzati képviselő (2005–10; Fidesz–KDNP–ÖPE, 2014–19; ÖPE, 2019–2024; Fidesz–KDNP–ÖPE), az Összefogás Pécsért Egyesület elnöke.

## Élete
Általános iskolai tanulmányait a pécsi gyárvárosi iskolában (a mai Szieberth Róbert Általános Iskolában) folytatta, érettségit a Széchenyi István Gimnáziumban tett. A Wesley János Lelkészképző Főiskolán végzett szociális munkásként. Nős, négy gyermek édesapja. Angolul középfokon beszél. Az ÖPE volt alelnöke, jelenleg elnöke.

## Politikai pályafutása
2005 és 2010 között a Fidesz–KDNP–ÖPE választási szövetség pécsi önkormányzati képviselője. 2009-ben a Fidesz jelöltje Baranya 3. számú országgyűlési választókerületének Toller László cselekvőképtelensége miatt kiír időközi választásokon. Az első fordulóban Kővári 87%-ot szerzett, míg a másodikban 88,3%-at; mindkét választás érvénytelen volt, mert a szavazópolgárok kevesebb mint 25%-a járult az urnákhoz (14,1% és 10,48%). A képviselői mandátum így betöltetlen maradt.
A 2010-es magyarországi országgyűlési választáson a Fidesz–KDNP jelöltjeként nyert Baranya megye 3. számú egyéni választókerületében. 2010. május 14-e és 2014. május 5-e között országgyűlési képviselő. A 2014-es magyarországi önkormányzati választáson az ÖPE polgármester-jelölte, majd kompenzációs listáról önkormányzati képviselő. 2016-tól Pécs Európa Zöld Fővárosa-pályázatért felelős önkormányzati képviselője.
A 2019-es magyarországi önkormányzati választáson a Fidesz–KDNP–ÖPE közös választási lista jelöltje volt, noha januárban az ÖPE bejelentette, Kővárit indítják a polgármesteri székért. 22 szavazatnyi különbséggel nyerve egyéni választókörzetét jutott be a pécsi közgyűlésbe, ahol az ÖPE–KDNP frakciójának vezetője lett.
A 2022-es magyarországi országgyűlési választáson a Fidesz–KDNP jelöltje volt a Baranya megyei 1. sz. választókerületben. A választáson alulmaradt Mellár Tamással, a Mindenki Magyarországa Mozgalom jelöltjével szemben.
A 2024-es magyarországi önkormányzati választáson a Fidesz–KDNP–ÖPE egyéni és listás képviselőjelöltje volt a 10. egyéni választókerületben. Választókerületét elbukva és a kompenzációs lista negyedik helyezettjeként nem szerzett közgyűlési mandátumot. A 15. egyéni választókerületben kialakult szavazategyenlőség miatt a 2024. szeptember 22-én tartott megismételt választáson a Fidesz–KDNP–ÖPE jelöltje volt. Az időközi választást elveszítve tíz év után kiesett a pécsi közgyűlésből.